# Chapicuy
Chapicuy est une ville de l'Uruguay située dans le département de Paysandú. Sa population est de 637 habitants.

## Population
| Année | Population |
| ----- | ---------- |
| 1963  | 162        |
| 1975  | 113        |
| 1985  | 196        |
| 1996  | 448        |
| 2004  | 637        |

Référence,: